# اسکندریه… چرا؟
اسکندریه… چرا؟ (عربی مصری: إسكندرية ليه) فیلمی در ژانر درام به کارگردانی یوسف شاهین است که در سال ۱۹۷۹ منتشر شد. از بازیگران آن می‌توان به احمد زکی و محمود الملیجی اشاره کرد.